# Josef Gerö
Josef Gerö (en húngaro: József Gerő; Maria Theresiopel, Austria-Hungría, 23 de septiembre de 1896 - 28 de diciembre de 1954, Viena) fue un abogado y político austrohúngaro. Gerö también se desempeñó como presidente de la Federación Austríaca de Fútbol (ÖFB) y vicepresidente de la UEFA.

## Biografía

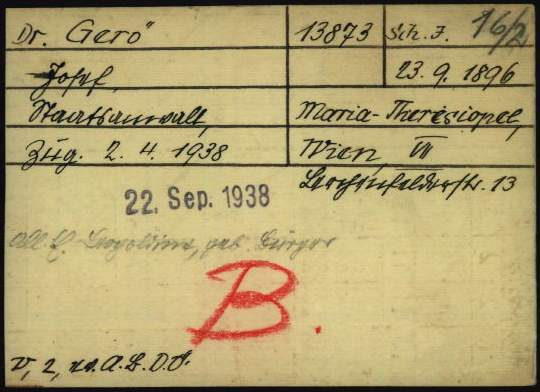
Tarjeta de registro de Josef Gerö como prisionero en el campo de concentración nazi de Dachau

En 1927 se convirtió en presidente de la Wiener Fußball-Verband, posponiéndolo hasta la llegada de los nazis. Después de la guerra, en 1945 fue el primer presidente del Österreichischer Fußball-Bund, la federación austríaca de fútbol, cargo que ocupó hasta su muerte; el 28 de diciembre de 1954, también se convirtió en el primer vicepresidente de la UEFA.
Fue ministro de Justicia en dos ocasiones, la primera del 27 de abril de 1945 al 8 de noviembre de 1949 y la segunda del 16 de septiembre de 1952 al 28 de diciembre de 1954, a propuesta del Partido Socialdemócrata de Austria.
La Copa Internacional de 1955-1960 fue nombrada en su honor «Coppa Dr. Gerö».